# Moléson-sur-Gruyères
Moléson-sur-Gruyères est une localité suisse du canton de Fribourg, située dans le district de la Gruyère et faisant partie de la commune de Gruyères. Près du village de Broc, se situant dans le bord des Préalpes. Culminant à 2002 m, cette montagne est très touristique 
Située au pied du Moléson, c'est une station de sports d'hiver, proposant également des activités d'été comme le minigolf et la luge d'été. 